# Vegard Heggem
Vegard Heggem (Rennebu, 13 luglio 1975) è un ex calciatore norvegese, di ruolo difensore.

## Caratteristiche tecniche
Heggem veniva schierato come terzino destro, ma poteva essere utilizzato anche da ala. Era dotato di un buon passo e tecnicamente abile, sebbene talvolta fosse carente in fase difensiva.

## Carriera

### Club

#### Rosenborg
Heggem cominciò la carriera con la maglia del Rosenborg ed esordì nell'Eliteserien con questa maglia in data 21 aprile 1995, subentrando a Harald Martin Brattbakk nei minuti finali del successo casalingo per 6-0 sul Kongsvinger. In questa stagione fu principalmente una riserva, ma il suo spazio in squadra aumentò progressivamente. Il 30 settembre dello stesso anno, segnò la prima rete, nel pareggio per 2-2 sul campo del Viking. Il club si aggiudicò il double, con la vittoria nel campionato 1995 e nell'edizione stagionale della Coppa di Norvegia.

Heggem in azione al Rosenborg durante la vittoriosa trasferta di UEFA Champions League 1996-1997 contro il Milan, decisa da un suo gol (2-1).

Nel corso del 1996, conquistò definitivamente un posto da titolare e, anche questa stagione, la sua squadra vinse il titolo nazionale. Il 4 dicembre dello stesso anno, il Rosenborg affrontò il Milan in un incontro valido per l'ultima giornata del girone eliminatorio della Champions League 1996-1997, allo stadio Giuseppe Meazza. Il club norvegese aveva bisogno di una vittoria per superare il turno ma, sul punteggio di 1-1, il Milan sembrava in controllo del match. A poco meno di 20' dal termine della sfida, però, Heggem superò Franco Baresi e Paolo Maldini in uno stacco di testa, impattando il pallone crossato da Brattbakk e superando il portiere avversario Sebastiano Rossi, portando in vantaggio il Rosenborg. La sua squadra si aggiudicò poi la partita per 1-2 e in patria questo risultato fu visto come un'impresa, poiché il Rosenborg era riuscito a superare una delle squadre più forti al mondo - oltretutto in trasferta - e a diventare la seconda formazione norvegese a raggiungere i quarti di finale della Champions League. Heggem fu visto quindi come un eroe sportivo e, tutt'oggi, è ricordato per quella sua rete. Il club fu poi eliminato dalla competizione dalla Juventus.
L'anno seguente, contribuì con 23 presenze e 3 reti alla vittoria del campionato 1997. Rimase al Rosenborg fino al luglio 1998.

#### Liverpool
Heggem fu infatti ingaggiato dagli inglesi del Liverpool. Fu l'unico calciatore messo sotto contratto dai Reds sotto la guida congiunta dei manager Roy Evans e Gérard Houllier. Debuttò nella Premier League il 16 agosto 1998, quando fu schierato titolare nel successo per 1-2 sul campo del Southampton. Il 26 dicembre dello stesso anno, segnò la prima rete, contribuendo alla vittoria per 1-3 in casa del Middlesbrough. Giocò 29 partite e mise a referto 2 gol, nel corso della prima stagione, nonostante un infortunio ai tendini del ginocchio che lo tenne lontano dai campi per un mese.
Giocò regolarmente anche nell'annata successiva, ma il ricorrente infortunio ai tendini gli fece saltare diversi incontri. Anche l'annata seguente fu tormentata da questo problema fisico e Heggem poté giocare soltanto 4 incontri, di cui uno nella Coppa UEFA 2000-2001, vinta proprio dal Liverpool. Non scese mai in campo nel campionato 2001-2002, ma al termine della stagione provò a tornare a giocare a calcio disputando una partita con la squadra riserve dei Reds, ma dovette lasciare il campo ancora una volta per un problema ai tendini. La stagione 2002-2003 lo vide ancora lontano dai campi e il contratto che lo legava al club inglese giunse alla scadenza alla fine dell'anno. Heggem si ritrovò così svincolato e annunciò il ritiro dal calcio giocato a causa dei persistenti infortuni che lo colpirono in carriera.

### Nazionale
Heggem conta 13 presenze per la Norvegia under 21. Esordì il 10 ottobre 1995, nel pareggio per 2-2 contro l'Inghilterra under 21. Fu tra i convocati per partecipare al campionato europeo Under-21 1998, in cui la sua squadra raggiunse il terzo posto finale. Il 9 novembre 1996 segnò l'unica rete con questa selezione, nella vittoria per 3-7 contro la Svizzera, a Bienne.
Il 25 febbraio 1998 debuttò per la nazionale maggiore, subentrando a Lars Bohinen in una sfida amichevole contro la Francia: Heggem segnò la rete che portò la Norvegia sul momentaneo 2-3, ma la partita si concluse con un 3-3. Il suo problema ai tendini del ginocchio gli impedì di partecipare al campionato del mondo 1998. Fu però un titolare nella vincente campagna di qualificazione per il campionato d'Europa 2000. Altri problemi fisici gli fecero saltare alcune amichevoli, ma recuperò in tempo per partecipare alla rassegna continentale in Belgio e nei Paesi Bassi. Nella sfida contro la Jugoslavia del 18 giugno 2000, subì ancora un infortunio ai tendini del ginocchio e dovette lasciare il campo. Questa risultò essere la sua ultima apparizione in nazionale.

## Statistiche

### Presenze e reti nei club
| Stagione         | Club             | Campionato       | Campionato | Campionato | Coppe nazionali | Coppe nazionali | Coppe nazionali | Coppe continentali | Coppe continentali | Coppe continentali | Supercoppe | Supercoppe | Supercoppe | Totale | Totale |
| Stagione         | Club             | Comp             | Pres       | Reti       | Comp            | Pres            | Reti            | Comp               | Pres               | Reti               | Comp       | Pres       | Reti       | Pres   | Reti   |
| ---------------- | ---------------- | ---------------- | ---------- | ---------- | --------------- | --------------- | --------------- | ------------------ | ------------------ | ------------------ | ---------- | ---------- | ---------- | ------ | ------ |
| 1995             | Rosenborg        | ES               | 15         | 1          | CN              | ?               | ?               | UCL                | 6                  | 1                  | -          | -          | -          | ?      | ?      |
| 1996             | Rosenborg        | ES               | 14         | 1          | CN              | ?               | ?               | UCL                | 8                  | 1                  | -          | -          | -          | ?      | ?      |
| 1997             | Rosenborg        | ES               | 23         | 3          | CN              | ?               | ?               | UCL                | 6                  | 0                  | -          | -          | -          | ?      | ?      |
| gen.-lug. 1998   | Rosenborg        | ES               | 5          | 0          | CN              | ?               | ?               | UCL                | -                  | -                  | -          | -          | -          | ?      | ?      |
| Totale Rosenborg | Totale Rosenborg | Totale Rosenborg | 57         | 5          |                 | ?               | ?               |                    | 20                 | 2                  |            | -          | -          | ?      | ?      |
| 1998-1999        | Liverpool        | PL               | 29         | 2          | FA+LC           | 1+1             | 0               | CU                 | 5                  | 0                  | -          | -          | -          | 36     | 2      |
| 1999-2000        | Liverpool        | PL               | 22         | 1          | FA+LC           | 0+3             | 0               | -                  | -                  | -                  | -          | -          | -          | 25     | 1      |
| 2000-2001        | Liverpool        | PL               | 3          | 0          | FA+LC           | 0               | 0               | CU                 | 1                  | 0                  | -          | -          | -          | 4      | 0      |
| 2001-2002        | Liverpool        | PL               | 0          | 0          | FA+LC           | 0               | 0               | UCL                | 0                  | 0                  | CS+SU      | 0          | 0          | 0      | 0      |
| 2002-2003        | Liverpool        | PL               | 0          | 0          | FA+LC           | 0               | 0               | UCL+CU             | 0                  | 0                  | -          | -          | -          | 0      | 0      |
| Totale Liverpool | Totale Liverpool | Totale Liverpool | 54         | 3          |                 | 5               | 0               |                    | 6                  | 0                  |            | 0          | 0          | 65     | 3      |
| Totale           | Totale           | Totale           | 111        | 8          |                 | ?               | ?               |                    | ?                  | ?                  |            | 0          | 0          | ?      | ?      |

### Cronologia presenze e reti in nazionale
| Cronologia completa delle presenze e delle reti in nazionale ― Norvegia | Cronologia completa delle presenze e delle reti in nazionale ― Norvegia | Cronologia completa delle presenze e delle reti in nazionale ― Norvegia | Cronologia completa delle presenze e delle reti in nazionale ― Norvegia | Cronologia completa delle presenze e delle reti in nazionale ― Norvegia | Cronologia completa delle presenze e delle reti in nazionale ― Norvegia | Cronologia completa delle presenze e delle reti in nazionale ― Norvegia | Cronologia completa delle presenze e delle reti in nazionale ― Norvegia |
| Data                                                                    | Città                                                                   | In casa                                                                 | Risultato                                                               | Ospiti                                                                  | Competizione                                                            | Reti                                                                    | Note                                                                    |
| ----------------------------------------------------------------------- | ----------------------------------------------------------------------- | ----------------------------------------------------------------------- | ----------------------------------------------------------------------- | ----------------------------------------------------------------------- | ----------------------------------------------------------------------- | ----------------------------------------------------------------------- | ----------------------------------------------------------------------- |
| 25-2-1998                                                               | Marsiglia                                                               | Francia                                                                 | 3 – 3                                                                   | Norvegia                                                                | Amichevole                                                              | 1                                                                       |                                                                         |
| 19-8-1998                                                               | Oslo                                                                    | Norvegia                                                                | 0 – 0                                                                   | Romania                                                                 | Amichevole                                                              | -                                                                       |                                                                         |
| 6-9-1998                                                                | Oslo                                                                    | Norvegia                                                                | 1 – 3                                                                   | Lettonia                                                                | Qual. Euro 2000                                                         | -                                                                       |                                                                         |
| 10-10-1998                                                              | Lubiana                                                                 | Slovenia                                                                | 1 – 2                                                                   | Norvegia                                                                | Qual. Euro 2000                                                         | -                                                                       |                                                                         |
| 14-10-1998                                                              | Oslo                                                                    | Norvegia                                                                | 2 – 2                                                                   | Albania                                                                 | Qual. Euro 2000                                                         | -                                                                       |                                                                         |
| 18-11-1998                                                              | Il Cairo                                                                | Egitto                                                                  | 1 – 1                                                                   | Norvegia                                                                | Amichevole                                                              | -                                                                       |                                                                         |
| 10-2-1999                                                               | Pisa                                                                    | Italia                                                                  | 0 – 0                                                                   | Norvegia                                                                | Amichevole                                                              | -                                                                       |                                                                         |
| 27-3-1999                                                               | Atene                                                                   | Grecia                                                                  | 2 – 0                                                                   | Norvegia                                                                | Qual. Euro 2000                                                         | -                                                                       |                                                                         |
| 20-5-1999                                                               | Oslo                                                                    | Norvegia                                                                | 6 – 0                                                                   | Giamaica                                                                | Amichevole                                                              | -                                                                       |                                                                         |
| 30-5-1999                                                               | Oslo                                                                    | Norvegia                                                                | 1 – 0                                                                   | Georgia                                                                 | Qual. Euro 2000                                                         | -                                                                       |                                                                         |
| 18-8-1999                                                               | Oslo                                                                    | Norvegia                                                                | 1 – 0                                                                   | Lituania                                                                | Amichevole                                                              | -                                                                       |                                                                         |
| 4-9-1999                                                                | Oslo                                                                    | Norvegia                                                                | 1 – 0                                                                   | Grecia                                                                  | Qual. Euro 2000                                                         | -                                                                       |                                                                         |
| 8-9-1999                                                                | Oslo                                                                    | Norvegia                                                                | 4 – 0                                                                   | Slovenia                                                                | Qual. Euro 2000                                                         | -                                                                       |                                                                         |
| 9-10-1999                                                               | Riga                                                                    | Lettonia                                                                | 1 – 2                                                                   | Norvegia                                                                | Qual. Euro 2000                                                         | -                                                                       |                                                                         |
| 14-11-1999                                                              | Oslo                                                                    | Norvegia                                                                | 0 – 1                                                                   | Germania                                                                | Amichevole                                                              | -                                                                       |                                                                         |
| 23-2-2000                                                               | Istanbul                                                                | Turchia                                                                 | 0 – 2                                                                   | Norvegia                                                                | Amichevole                                                              | -                                                                       |                                                                         |
| 27-5-2000                                                               | Oslo                                                                    | Norvegia                                                                | 2 – 0                                                                   | Slovacchia                                                              | Amichevole                                                              | -                                                                       |                                                                         |
| 3-6-2000                                                                | Oslo                                                                    | Norvegia                                                                | 1 – 0                                                                   | Italia                                                                  | Amichevole                                                              | -                                                                       |                                                                         |
| 13-6-2000                                                               | Rotterdam                                                               | Spagna                                                                  | 0 – 1                                                                   | Norvegia                                                                | Euro 2000 - 1º turno                                                    | -                                                                       |                                                                         |
| 18-6-2000                                                               | Liegi                                                                   | Jugoslavia                                                              | 1 – 0                                                                   | Norvegia                                                                | Euro 2000 - 1º turno                                                    | -                                                                       |                                                                         |
| Totale                                                                  |                                                                         | Presenze                                                                | 20                                                                      |                                                                         | Reti                                                                    | 1                                                                       |                                                                         |

## Palmarès

### Club

#### Competizioni nazionali
- Campionato norvegese: 3

Rosenborg: 1995, 1996, 1997
- Coppa di Norvegia: 1

Rosenborg: 1995

#### Competizioni internazionali
- Coppa UEFA: 1

Liverpool: 2000-2001